# 織田俊長
織田 俊長（おだ としなが）は、安土桃山時代から江戸時代前期にかけての武士。通称は右衛門佐、元蔵主、不白。別名に津田主殿助。

## 略歴
織田長益（有楽）の三男として誕生した。
父の意向に従い出家し、僧侶となって京都の妙心寺大雲院に暮らす。しかし、父の同意を得ずに還俗し、不仲となる。寛永19年（1642年）8月2日没。

### 鹿島藩仕官に関する記録
末裔家を称する肥前国鹿島藩士家の伝承によれば、俊長は鹿島藩主鍋島直朝に嫁ぐことになった花山院万子（花山院定好の娘）に従って京都から下向し、父・長益の死去と隠居料の収公により帰国できなくなり窮していたところ、客分として100石を扶助され、織田木瓜紋の使用、正面玄関登城を免許され、同家に仕えることになった。その後、幕命によって鹿島藩が正式に預かることとなり、代々継承して幕末に至ったという（「榮城」）。子孫は幕末の時点で60石を知行した。しかし、長益の死去した翌年の元和8年（1622年）に直朝は生まれており、その信憑性は低い。
肥前にはこのほか蓮池藩士に織田家があるが、関連は不明である。

## 系譜
正室はいない。
- 父：織田長益
- 母：不詳
- 正室：なし
- 生母不明の子女
  - 長男・織田長次

孫に織田則長ら（「大和柳本織田家譜」）。肥前鹿島藩鍋島家に、俊長の子孫を称する藩士が存在する。